# 今西和男 (野球)
今西 和男（いまにし かずお、1946年4月26日 - ）は、兵庫県神戸市出身の元プロ野球選手（外野手）。

## 来歴・人物
育英高校では鈴木啓示の1年先輩だが、甲子園には出場できなかった。
高校卒業後は、社会人野球の日本熱学に入社。1969年の都市対抗野球では、鐘淵化学との3回戦に代打で起用され逆転打を放つ。チームは初めて準々決勝に進出するが、河合楽器に敗退。1970年からは2年連続して電電近畿に補強され出場。1971年の都市対抗野球では熊谷組との準々決勝（再試合）で連続本塁打を放つ。チームは準決勝で丸善石油に敗れたが、この大会の優秀選手賞を獲得する。同年の第9回アジア野球選手権大会日本代表にも選出された。
1971年にドラフト外で阪神タイガースへ入団。1972年のジュニアオールスターゲームでMVPを獲得。しかし、一軍では1試合の出場にとどまり、1975年限りで現役を引退した。
引退後は、球団職員となった。

## 詳細情報

### 年度別打撃成績
| 年 度     | 球 団     | 試 合 | 打 席 | 打 数 | 得 点 | 安 打 | 二 塁 打 | 三 塁 打 | 本 塁 打 | 塁 打 | 打 点 | 盗 塁 | 盗 塁 死 | 犠 打 | 犠 飛 | 四 球 | 敬 遠 | 死 球 | 三 振 | 併 殺 打 | 打 率 | 出 塁 率 | 長 打 率 | O P S |
| --------- | --------- | ----- | ----- | ----- | ----- | ----- | -------- | -------- | -------- | ----- | ----- | ----- | -------- | ----- | ----- | ----- | ----- | ----- | ----- | -------- | ----- | -------- | -------- | ----- |
| 1974      | 阪神      | 1     | 1     | 1     | 0     | 0     | 0        | 0        | 0        | 0     | 0     | 0     | 0        | 0     | 0     | 0     | 0     | 0     | 0     | 0        | .000  | .000     | .000     | .000  |
| 通算：1年 | 通算：1年 | 1     | 1     | 1     | 0     | 0     | 0        | 0        | 0        | 0     | 0     | 0     | 0        | 0     | 0     | 0     | 0     | 0     | 0     | 0        | .000  | .000     | .000     | .000  |

### 表彰
- ジュニアオールスターゲームMVP：1回 （1972年）

### 背番号
- 32 （1972年 - 1975年）